# Four Shores
Four Shores — альбом латвийского коллектива Brainstorm, вышедший в 2006 году.

## Об альбоме
Four Shores вышел в марте 2006 года. Это четвёртый альбом группы на английском языке; ему предшествовала латышская версия, Četri krasti, вышедшая в мае 2005 года. Из 12 песен в альбоме 10 исполнены по-английски, а две по-русски.
Сингл «Thunder without Rain» получил достаточную популярность в Восточной Европе и был многократно показан на MTV Europe и VH1.
В конце 2006 года «Tin Drums» заная первую позицию в прибалтийских чартах MTV. Кроме того, был снят видеоклип на песню «Lonely Feeling», посвящённую Грете Гарбо.

## Список композиций
1. Thunder Without Rain
2. Tin Drums
3. Lonely Feeling (To Be Lonely)
4. One Thing
5. Sunday Morning
6. French Cartoon
7. Digitally Bright
8. When Nightlife Covers The Daylight
9. Sunrise (Deep In Hell)
10. Leavin' To L.A.
11. Ветер
12. Tы не oдин